# Rhectophlebia monilella
Rhectophlebia monilella är en fjärilsart som beskrevs av Émile Louis Ragonot 1888. Rhectophlebia monilella ingår i släktet Rhectophlebia och familjen mott. Inga underarter finns listade i Catalogue of Life.